# Thermes de Varron

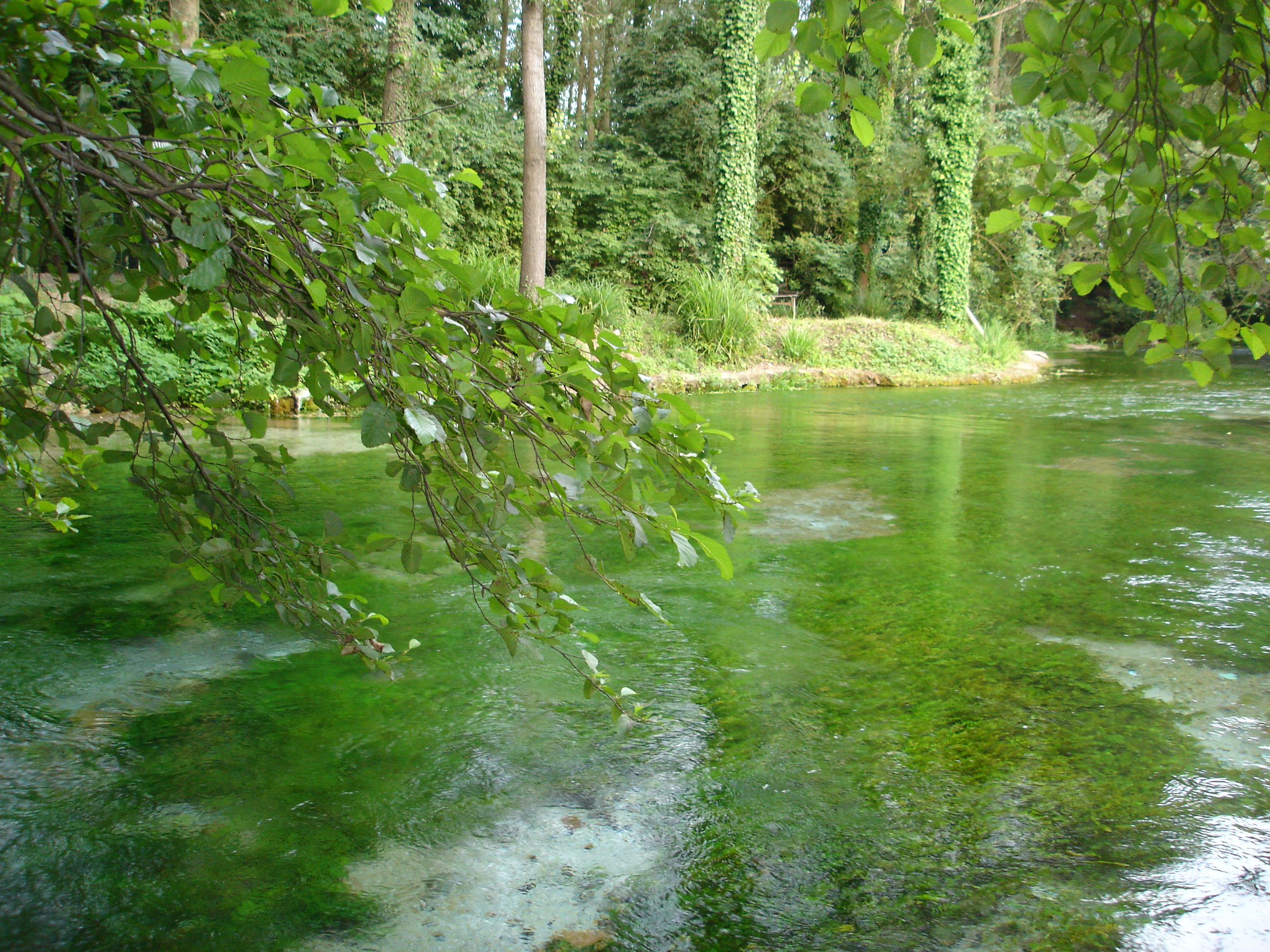
Les eaux de source proche des thermes de Varron.

Les thermes de Varron (en italien: terme varroniane) est un parc thermal  situé  proche de l'ancienne  villa de Varron sur la commune de Cassino dans le Latium.
La zone de la source « Varroniane Spa » est classée comme la plus importante en Italie.

## Le parc
Sis dans la zone du territoire de Cassino au lieu-dit Monticello, le parc immergé dans une luxuriante végétation abrite des milliers de sources qui donne naissance à un cours d'eau du fleuve Gari. Le paysage est particulièrement suggestif au printemps et en automne.  Les ruisseaux sont riches en faune, comme les truites, carpes, anguilles et lamproies.
Le parc se trouve proche de  l'endroit où serait identifié le site considéré comme celui de la somptueuse villa qui appartenait à Varron, qu'il cite dans ses écrits. Selon Cicéron, la villa aurait servi de lieu de rencontre aux mœurs dissolues de Marc Antoine.
Aujourd'hui, le parc abrite un centre de cure thermale, une salle de conférences – banquets, une aire de concerts, et un camping international aménagé de coins pique-nique et d'équipements sportifs.

## Les thermes antiques
Varron lui-même fit construire un édifice thermal sur son terrain d'où jaillissaient les eaux de source du Gari déjà connues, à l'époque romaine, pour ses propriétés curatives.
Le terrain en question fut acheté par son épouse Fundania et l'écrivain s'y retira dans sa vieillesse où il écrivit le De re rustica.

« Cum habeam sub oppido Casino flumen, quod per villam fluat, liquidum et altum ... » »

« Je possède proche de la cité de Cassino un torrent limpide et profond, qui passe à travers ma villa... »

— Varron, De re rustica.
Antonio da Sangallo fut le premier de l'époque moderne à étudier et à relever le plan du complexe ; une salle octogonale était reliée  à une structure de plan à croix grecque, avec cellae frigidarie e calidarie, comme dans la tradition thermale romaine. Les thermes étaient immergés dans un parc arboré avec les effigies des ancêtres de la famille.

## Le complexe thermal actuel
Le complexe a une fonction d'établissement de cure, qui utilise les sources naturelles distribuées en fontaines à jet continu, éparpillées un peu partout dans le parc.
On estime que son débit est de 18 mètres cubes par heure. La température de l'eau est de 13 degrés. 
Les eaux, classées comme «bicarbonate de milieu minéral-froid», sont diurétiques et sont indiquées aux différentes pathologies gastriques, rénales et hépatiques ainsi que pour soulager la goutte.